# Пикок, Владимир Робертович
Владимир Робертович Пикок (12 [24] февраля 1875, Красноярск — 1 марта 1943, Москва) — российский и советский артист оперы, тенор.

## Биография
Родился в семье врача Роберта Карловича Пикока, находившегося в ссылке.
Окончил Красноярскую мужскую гимназию и поступил в Иркутское юнкерское училище. Выйдя в отставку в 1903 году, стал брать уроки пения в Петербурге у И. П. Прянишникова, продолжил обучение в Милане у профессора Подести.
Впервые выступил в концерте, посвященном 100-летию М. И. Глинки (1904 год), в железнодорожном театре в Красноярске.
В 1905—1906 годах пел в Иркутской опере, а затем по рекомендации М. Ипполитова-Иванова был принят в труппу Московской оперы Зимина, где пел с октября 1907 до 1916 г.
В 1911 году гастролировал в Парижском театре «Опера комик», где пел в «Мадам Баттерфляй», в 1912 году в составе оперы С. Зимина — в Саратове, Симбирске, Н.Новгороде.
В 1916—1928 годах солист московского Большого театра, где исполнял в основном характерные партии. Владимир Пикок является первым исполнителем партии Звездочёта в «Золотом петушке» (1909 год.) Н. Римского-Корсакова, Белидора в «Сестре Беатрисе» А. Гречанинова, Тощего соседа в «Сыне земли». Впервые в Москве исполнил партии Нерона («Камо грядеши» Нугеса, 1910), Пинкертона («Мадам Баттерфляй», 1911 год). Другие партии: Трике («Евгений Онегин»), Карл VII («Орлеанская дева» Чайковского), Паисий («Чародейка» Чайковского), Чекалинский («Пиковая дама»), Вагоа («Юдифь» А. Н. Серова).
Первый исполнитель романсов С. Василенко «В склепе» и «Сольвей» (Москва, 21 апреля 1908, под аккомпанемент автора).
Снимался в кинофильме «Поэт и царь».
Урна с прахом захоронена в колумбарии Донского кладбища.